# Opatówiec
Opatówiec [pronunciación en polaco: /ɔpaˈtuvjɛt͡s/] es un pueblo ubicado en el distrito administrativo de Gmina Staroźreby, dentro del Condado de Płock, Voivodato de Mazovia, en el este de Polonia central. Se encuentra aproximadamente a 3 kilómetros al suroeste de Staroźreby, a 19 kilómetros al noreste de Płock, y a 84 kilómetros al noroeste de Varsovia.